# Max Mayer (Bezirksoberamtmann)
Max Mayer (* 4. März 1874 in München; † nach 1937) war ein deutscher Verwaltungsjurist und Bezirksoberamtmann.

## Leben
Nach dem Abitur am Wilhelmsgymnasium München studierte Max Mayer in den Jahren von 1893 bis 1897 Rechtswissenschaften an der Ludwig-Maximilians-Universität München (Mitglied im AGV München), legte die erste juristische Staatsprüfung ab und leistete den dreijährigen Vorbereitungsdienst (Referendariat), der ihn zu den Amtsgerichten München I und Wolfratshausen, zum Landgericht Traunstein, Bezirksamt Traunstein und zum Stadtmagistrat München führte. 1900 folgte das Große juristische Staatsexamen mit der Note II 24/40. Nach einer zehnmonatigen Tätigkeit in einer Anwaltskanzlei wurde er im Januar 1902 Akzessist bei der Regierung von Oberbayern und zur Geschäftsaushilfe bei der Polizeidirektion München abgeordnet. Zum 1. März 1904 erhielt er eine Anstellung als Assessor beim Bezirksamt Eichstätt. In den Jahren von 1907 bis 1912 war er Mitglied der Nationalliberalen Partei. Im Februar 1914 kam er als Assessor zur Regierung von Schwaben. Am 1. April 1918 wurde er als Bezirksamtmann mit der Leitung des Bezirksamtes Pfaffenhofen betraut, wo er zum 1. April 1920 als Bezirksoberamtmann übergeleitet und zum Jahresbeginn 1921 zum Regierungsrat ernannt wurde. 1927 wechselte er zum Bezirksamt Augsburg, wurde dort 1929 Oberregierungsrat und übte das Amt des Bezirksamtsvorstands bis zum 31. Mai 1931 aus, als er zum 1. Juni 1931 die Leitung des Bezirksamtes München übernahm.
Zum 1. Mai 1933 trat er in die NSDAP ein (Mitgliedsnummer 3.257.963). Auf politischen Druck ging er zum 10. Dezember 1937 vorzeitig in den Ruhestand.